# Сур (цар Вірменії)
Сурен Айказуні — цар Вірменії у 1478–1433 роках до н. е.